# Adolphe Messimy
Adolphe Messimy (Lyon, 1869. január 31. – Charnoz, 1935. szeptember 1.) katonatiszt, publicista, majd politikusként Franciaország hadügyminisztere volt az első világháború elején. Katonaként kezdte a pályafutását, de a politika kedvéért leszerelt a hadseregtől. Előbb politikai-publicista, majd a választásokon indulva képviselő és szenátor lett. Politikájában tükröződött köztársasági beállítottsága. Ezt követően több alkalommal is ellátott miniszteri tisztségeket. Az első világháború miatt felhagyott a politikai pályafutásával és katonatisztként szolgálta a hazáját. Szolgálata során számos kitüntetést kapott és tábornokká léptették elő. A háború után visszatért a politikához és 1923-tól haláláig Ain megye szenátora volt.

## Élete

### Származása, tanulmányai és katonai pályafutása
Adolphe Messimy 1869. január 31-én született a franciaországi Lyonban egy közjegyző gyermekeként. Középiskolai tanulmányait Lyonban végezte, majd 18 éves korában a Saint-Cyr Katonai Akadémia növendéke lett. 25 éves korában már századosi rendfokozatban szolgált és felsőfokú katonai tanulmányokba kezdett. 27 évesen vezérkari tiszti képesítést szerzett. Az ígéretesnek igérkező katonai karrierjét azonban 1899-ben, 30 éves korában önként megszakította és politikai-publicista lett.

### Publicistaként
Publicistaként együttműködött számos vidéki, valamint párizsi újsággal. Különösen a Le Temps című napilappal, ahol a katonai témájú cikkeivel tűnt ki. Emellett tevékenysége szempontjából jelentős volt még a Le Matin, a Le Rappel, a Le Radical és a Lyon-Républicain. Tanulmányait megjelentették a la Revue politique et parlementaire, a la Revue des questions coloniales, la Revue bleue et la Revue de Paris számaiban is. Írásaiban híven tükröződött Messimy köztársasági beállítottsága és számos szociális reform iránti rokonszenve is. A militarizmust illetően az volt a nézete, hogy a hadseregnek a köztársaság és a demokrácia védelmezőjévé kell válnia. Jogi kérdésekben is hozzáértésről tett tanúbizonyságot és a gyarmati kérdések sem kerülték el figyelmét. Az írás mellett időt szakított további tanulmányok folytatására is Lyon és Párizs egyetemi karain.

### Politikusként
Hamarosan a Nigeri Állami Társaság köztisztviselője lett, 1902-ben pedig Párizs XIV. kerületében indult a választásokon. Május 11-én, a második fordulóban sikerült bebiztosítania győzelmét és ezzel képviselő lett (9068 szavazatot szerzett 8569 ellenében, ellenfele Girou volt). 1906. május 8-án, ugyancsak a második fordulóban újraválasztották. Ellenfele de Fraguier volt. Messimy ekkor 11894 szavazatot szerzett 5438 ellenében. 1910. május 8-án szintén a második fordulót követően diadalmaskodott. Ellenfele Grangier volt. Messimyre 9462 fő szavazott, míg Grangiert 7182 fő támogatta.
Ebben az időszakban kötött házasságot az Orvosi Akadémia tagjának, Cornil professzornak (aki egyben szenátor is volt) a lányával, 1923-ban pedig a megözvegyült Marie-Louise Viallard lett a házastársa. Mindkét asszonytól két gyermeke született.
A képviselőházban a radikális demokratikus baloldalhoz és a radikális szocialistákhoz csatlakozott. 1905-ben ő is az egyház és az állam szétválasztását megcélzó törvénytervezet mellett szavazott. Új pályafutásában ügyesen ötvözte intelligenciáját az akaraterejével. Ennek hatására elérte, hogy hamarosan ő rendelkezett a hadügyi, haditengerészet és a gyarmatügyi költségvetés felett. 1911. március 2-ától június 27-éig Ernest Monis kormányának gyarmatügyi minisztere lett. 1911. június 27-étől 1912. január 14-éig, Joseph Caillaux miniszterelnöksége alatt pedig ő töltötte be a hadügyminiszteri tisztséget.
Túláradó, energikus és heves természete miatt keményen bírálta a tábornoki kar egy részét, akiket alkalmatlansággal vádolt. A viták azonban elcsitultak és senki sem kérdőjelezte meg a hozzáértését. Őt igazolta a marokkói válság, valamint a jó érzékkel végrehajtott személyi cserék is a katonai felsővezetésben. 1911-ben ő nevezte ki Joseph Joffre-t főparancsnoknak, annak ellenére, hogy Joffre nem rendelkezett vezérkari tiszti képesítéssel. Saját megyéjébe visszatérve főtanácsossá választották, majd 1912. február 25-én Donat-Auguste Bollet helyett a Trévoux-i választókerület képviselője, egyben a szenátus tagja lett (9734 szavazatot szerzett a lehetséges 18186-ból).

### Az első világháborúban
1914. június 13-án, René Viviani kormányában, ismét elvállalta a hadügyminiszteri tisztséget. Az első világháború kitörése után azonban lemondott és 1914. augusztus 26-ától vezérkari századosként ismét katonai szolgálatot látott el a 14. hadtest kötelékében. A Deuxième Bureau (francia katonai felderítés) vezetőjeként az összekötő tiszt szerepét látta el. Hamarosan zászlóaljparancsnokká nevezték ki és 1914. november 14-én francia Becsületrend lovagja lett. Egy évvel később alezredessé lépették elő. 1915. július 27-én, a Vogézekben fejsérülést szenvedett. Hamarosan már ezredesként szolgált és megbízták a 6. gyalogos vadászdandár parancsnoki feladatainak ellátásával. Újra megsebesült, majd 1917. szeptember 11-én dandártábornokká léptették elő és előbb kinevezték a 213. territoriális  gyalogdandár, majd a 162. gyalogos hadosztály parancsnokának. Katonai szolgálatáról hű képet fest az általa, az első világháború során szerzett nyolc kitüntetés, valamint gyors előmenetele. Legkedvesebb emléke az volt, hogy 1918 novemberében a francia csapatok élén bevonult a felszabadított Colmarba és így Elzászban élhette át a fegyverszünetet. A Francia Hadi Keresztet (Croix de Guerre) és a francia Becsületrend főtiszti méltóságát is elnyerte.

### Újra a politikában
A háború végén visszatért a politikához, visszatérése azonban nem sikerült, mivel a képviselőválasztás során vereséget szenvedett. 1919. november 16-án a jelöltek közül csak a hatodik helyet szerezte meg a Köztársasági és Demokrata Unió képviseletében (16 494 szavazatot kapott a lehetséges 68 762-ből). 1923. június 10-én, Alexandre Bérard szenátor halála miatt részleges választásokat tartottak. Ennek során Messimy a második körben 665 szavazatot kapott a lehetséges 871-ből, amivel ismét győzelmet aratott. 1929. október 20-án pedig ismét szenátorrá választották az első fordulóban, ahol 877 szavazatból 469-et szerzett meg. A szenátusban végzett munkája során részt vett a hadügyi, a légügyi, a gyarmatügyi és a külügyi bizottságok munkájában is. 1926-tól, öt éven keresztül ő volt a gyarmatügyi bizottság elnöke, majd 1931-től ő követte Albert Lebrunt a hadügyi bizottság elnöki tisztségében. Két évvel később agyvérzést kapott. 1935. szeptember 1-jén hunyt el Charnoz-ban.

## Hobbijai
Hobbijai közé tartozott az alpinizmus, valamint a fegyverek és a bútorok gyüjtése.

## Művei
Főbb írásai:
- La paix armée, la France peut en alléger le poids (1905)
- Considérations générales sur l'organisation de l'armée (1907)
- L'armée et ses cadres (1909)
- Notre œuvre coloniale (1910)

## Tisztségei
- Szajna megye képviselője (1902–1912)[2]
- Ain megye képviselője (1912–1919) és szenátora (1923–1935)[2]
- Gyarmatügyi miniszter 1911. március 2-ától 1911. június 27-éig[2]
- Hadügyminiszter 1911. június 27-étől 1912. január 14-éig és 1914. június 13-ától 1914. augusztus 26-áig[2]